# Oliveria Prescott
Oliveria Louisa Prescott (Londres, 3 de setembre de 1842 - ibídem, 9 de setembre de 1919) fou una compositora i escriptora anglesa.

## Biografia
Oliveria Prescott va néixer a Londres, filla de Frederick Joseph Prescott i Elizabeth Oliveria Russell. Va estudiar inicialment amb Lindsay Sloper i després, a principis de la dècada del 1870, a la Reial Acadèmia de Música de Londres amb George Alexander Macfarren, esdevenint copista d'ell quan el compositor envellí. Les primeres obres d'Oliveria que ens han arribat daten de la seva etapa a la Reial Acadèmia de Música: la cançó There is for eveyday a bliss, subtitulada a thought from St Basil, amb lletra de J.W.H., va ser publicada el 1873. Oliveira va romandre a l'acadèmia durant set anys.
Des de principis de la dècada del 1880 es va integrar a la Societat d'Artistes Musicals, de la qual formava part del consistori i on es va interpretar una part de la seva música de cambra. El Musical Times va trobar el seu quartet en do menor "notable per vigor i concisió... tota l'obra abunda en passatges intel·ligents i efectius".
Va ensenyar harmonia i composició al Newnham College de Cambridge i també va ensenyar harmonia a la High School for Girls de Baker Street a Londres, de 1879 a 1893.
Prescott, que mai no es va casar, també va treballar com a periodista i conferenciant, aquesta segona tasca amb una conferència titulada Musical design, a help to Poetic Intention impartida el 10 de maig de 1892 a l'Associació Musical. Una sèrie d'articles que havia escrit per a The Musical World va ser publicada el 1880 sota el títol Forma i disseny en la música. Als articles identificava tres elements principals de la forma: l'equilibri dels diferents tons, la recurrència d'idees i l'observació dels ritmes. L'any 1904 va publicar About Music, and what it is Made Of on parlava de la contribució de les dones a la vida musical, des de les intèrprets de llaüts i virginals fins a les compositores del seu temps.
Prescott va morir el 9 de setembre de 1919 a Londres.

## Obres
Prescott va compondre diverses obertures, un concert per a piano, peces orquestrals més breus, obres vocals i corals i dues simfonies. Poques de les seves obres van ser publicades durant la seva vida.

### Música escènica
- Carrigraphuga, The Castle of the Fairies, musical en tres actes (1914), lletra de S. Phillips

### Música per a teclat
- Concert final, duo de piano (1878)

### Música vocal i coral
- A Border Ballad, cançó en quatre parts (1844), lletra de Francis William Bourdillon
- Lord Ullin's Daughter, balada coral (1869), a partir de l'obra Lord Ullin's Daughter de Thomas Campbell
- There Is for Every Day a Bliss (1873), lletra de J.W.H.
- Ask Me No More, amb violoncel obligat (1874), a partir de l'obra The Princess d'Alfred Tennyson
- Song of Waterspirits, cançó per a quatre veus (1874), lletra d'E. Evans
- The Righteous Life for Evermore, himne a quatre veus (1876)
- The Ballad of Young John and his True Sweetheart, cançó (1878)
- The Douglas Raid, cançó de quatre parts (1883), lletra de J. Stewart
- The Huntsman, cançó de quatre parts (1883), lletra de J. Stewart
- Equestrian Courtship, cançó (1885), lletra de T. Hood
- Say Not, the Struggle Naught Availeth, cançó (1885), lletra d'A.H. Clough
- Cheero!, cançó caminant per a xiulers i veus (1915), lletra de S. Phillips

### Música orquestral
- Lord Ullin's daughter, per a sis veus i orquestra
- Alkestis symphony, concert per a piano en la menor
- Suite orquestral In Woodland

### Escrits
- Oliveria Prescott, About Music, and What It Is Made O A Book for Amateurs